# Rutenia

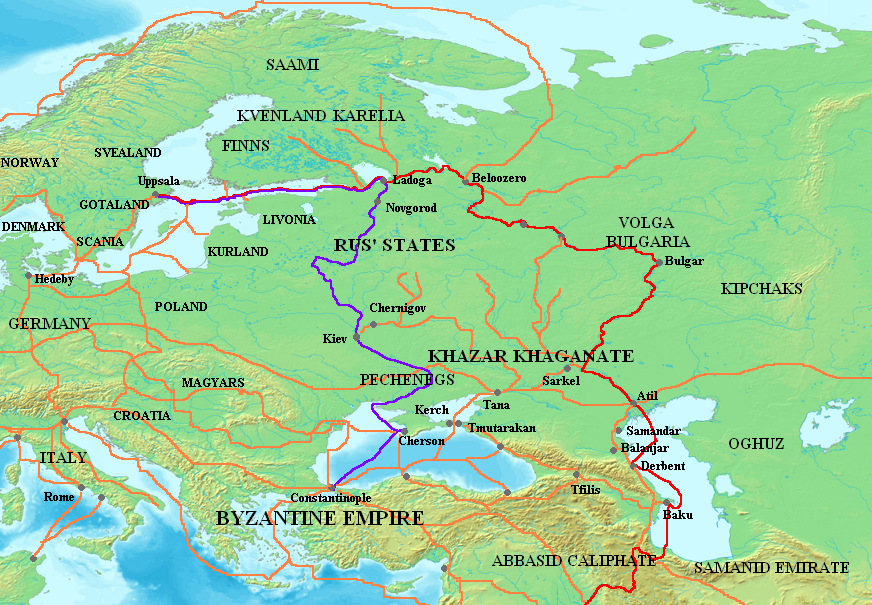
Rutenia, pe harta rutelor inițiale ale varegilor în timpurile Rusiei Kievene.

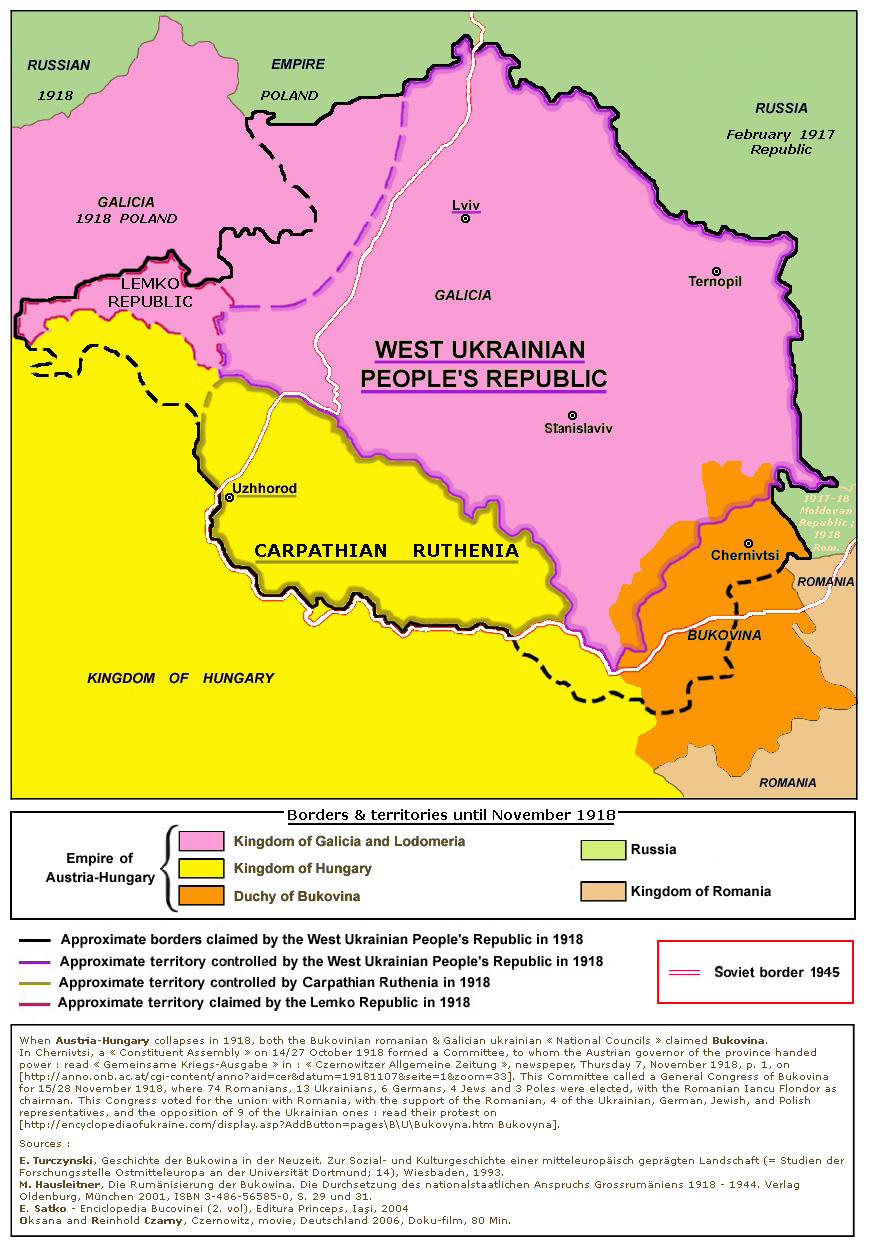
Rutenia Carpatică în 1918.

Rutenia (în latină Ruthenia) este un exonim, folosit inițial în latina medievală ca una dintre numeroasele denumiri pentru regiunile est-slavice, și cel mai frecvent ca desemnare pentru pământurile Rusiei Kievene (în slavonă Рѹ́сь / Rus' și Рѹ́сьскаѧ землѧ / Rus'kaia zemlia). În perioada modernă timpurie, termenul a dobândit, mai multe semnificații specifice.
Începând cu secolul al XIII-lea, în istoriografia occidentală, termenul începe să desemneze în special teritoriile slavice din sud-estul Rusiei Kievene, precum și a unor terenuri a Moscovei din nord-est. În cele din urmă, această distincție în Occident a fost fixată în timpul Marelui Ducat al Lituaniei și a Uniunii polono-lituaniene și continuă până astăzi.